# Aicurzio
Aicurzio ist eine norditalienische Gemeinde (comune) mit 2057 Einwohnern (Stand 31. Dezember 2023) in der Provinz Monza und Brianza in der Lombardei. 

## Geographie
Die Gemeinde liegt etwa 12 Kilometer nordöstlich von Monza und etwa 26 Kilometer nordwestlich von Mailand. Aicurzio grenzt unmittelbar an die Provinz Lecco. 